# Oncostoma
Oncostoma és un gènere d'ocells de la família dels tirànids (Tyrannidae). Agrupa dues espècies natives de l'Amèrica tropical (Neotròpic), on es distribueixen des del sud de Mèxic, per Amèrica Central fins al nord de Colòmbia a Amèrica del Sud. Als seus membres se'ls coneix pel nom popular de tirà becut.

## Característiques
Les dues espècies d'aquest gènere són de mida petita mesurant al voltant de 9 cm de longitud, de color verd oliva en general, i que es caracteritzen per l'exclusiu bec força gruixut i corbat cap a baix. Cap Hemitriccus, amb els quals s'assemblen de manera general, té un bec tan diferenciat.

## Etimologia
El nom genèric Oncostoma es compon de les paraules del grec antic «onkos» que significa “pes”, i «stoma, stomatos» que significa “boca”; en referència al bec robust de les espècies del gènere.

## Taxonomia
Els amplis estudis genètic-moleculars realitzats per Tello et al. (2009) van descobrir una quantitat de relacions noves dins de la família Tyrannidae que encara no estan reflectides en la majoria de les classificacions. Seguint aquests estudis, Ohlson et al. (2013) van proposar dividir Tyrannidae en cinc famílies. Segons l'ordenament proposat, Oncostoma pertany a la família Rhynchocyclidae (Berlepsch, 1907), en una nova subfamília Todirostrinae (Tello, Moyle, Marchese & Cracraft, 2009) al costat de Taeniotriccus, Cnipodectes, Todirostrum, Poecilotriccus, Myiornis, Hemitriccus, Atalotriccus i Lophotriccus. El Comitè de Classificació de Sud-amèrica (SACC) espera propostes per a analitzar els canvis.
Segons la Classificació del Congrés Ornitològic Internacional (versió 14.2, 2024) aquest gènere està format per dues espècies:
- Oncostoma cinereigulare - tirà becut septentrional.
- Oncostoma olivaceum - tirà becut meridional.